# Cheironitis indicus
Cheironitis indicus là một loài bọ cánh cứng trong họ Bọ hung (Scarabaeidae).